# Hendrik Jan L. Ankersmit

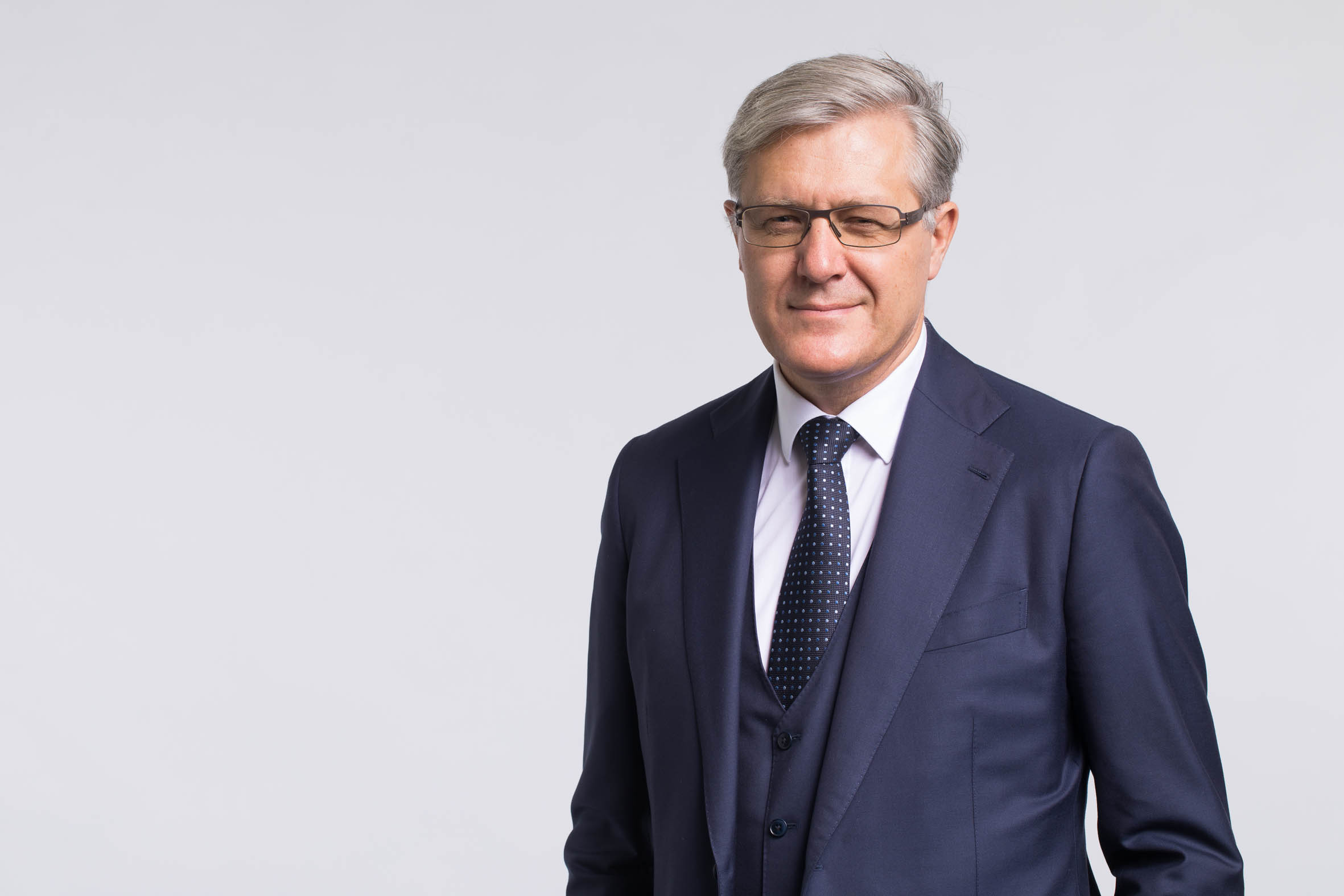
Hendrik Jan L Ankersmit (2019)

Hendrik Jan Leonard Ankersmit (* 1970 in Durban) ist ein österreichischer Thoraxchirurg, translationaler akademischer Forscher und Unternehmer.

## Leben und Werk
Ankersmit wuchs in Johannesburg und Klagenfurt auf. Er studierte Medizin und Philosophie in Wien, wo er 1994 promovierte. Nach einem Postdoc-Aufenthalt an der Columbia University (College of Physicians and Surgeons, 1997–1998) absolvierte er Facharztausbildungen für Allgemein-, Herz- und Thoraxchirurgie. Im Jahr 2004 habilitierte er sich an der Universität Wien für das Fach Herz-Thoraxchirurgie zum Thema „Immunologische Veränderungen nach Implantation von Kunstherzen“. 1999 etablierte Ankersmit die Arbeitsgruppe „Angewandte Immunologie“ in den Forschungslaboratorien der Universitätsklinik für Chirurgie (FOLAB Chirurgie) an der Medizinischen Universität Wien (MUW).

## Wissenschaftliches Werk
- Erstbeschreibung von Leukozytenapoptose in vivo im Kunstherz, in der Sepsis, bei Dialyse und bei Transplantvaskulopathie (1999–2002)[1][2][3][4][5]

- Erstbeschreibung einer humoralen alpha-Gal spezifischen Abwehrreaktion in Rezipienten von Bioklappen (2005, 2009)[6][7]
- Erstbeschreibung einer CD32-mediierten Plättchenaggregation durch IVIG und ATG (2003, 2008)[8][9]
- Definition von alveolaren Pneumoepithelzellen als biologische Hauptproduzenten von sST2 (2010)[10]
- Neudefinition des Immunstatus nach CABG-Operation als „immunologische Anergie“ (2005–2014)[11][12][13][14][15]
- Definition der chronisch-obstruktiven Lungenerkrankung (COPD) als zelluläre Autoimmunerkrankung (2009–13)[16][17]
- Biomarkerforschung in COPD und Lungenkarzinompatienten (2009–12)[18][19][20] und erstmalige Beschreibung von Airtrapping/Emphysemen in COPD Patienten mit unauffälliger Lungenfunktion (2015)[21].

## Veröffentlichungen
- mit Stefan Hacker, Ernst Wolner und Walter Klepetko: Ethische und Psychologische Aspekte der Organexplantation, in: Michael Fischer/Kurt Zänker (Hg.):  Medizin- und Bioethik. Peter Lang, Verlag Frankfurt/Main 2006.
- Wissenschaft und Wirtschaft, das verdient eine Chance: Kommentar der Anderen. Der Standard, 26. Dezember 2013
- mit Helmut Hofbauer, Lukas Kaelin, Walter Feigl. Ist der Patient ein Mensch? Anthologie, LIT Verlag, Münster 2015
- mit Helmut Hofbauer: Hegemon und Wissenschaft, in: Stephan Kirste, Hanna Maria Kreuzbauer, Ingeborg Schrems, Michaela Strasser und Silvia Traunwieser (Hrsg.): Die Kunst des Dialogs. Gedenkschrift für Michael Fischer. Peter Lang Verlag, Frankfurt/Main/Wien 2017.